# Jiří Trnka (piłkarz)
Jiří Trnka (ur. 2 grudnia 1926  – zm. 1 marca 2005) – piłkarz czeski grający na pozycji obrońcy. W swojej karierze rozegrał 23 mecze i zdobył 3 gole w reprezentacji Czechosłowacji.

## Kariera klubowa
W swojej karierze piłkarskiej Trnka grał w dwóch praskich klubach: ATK Praha (zwanym później UDA) i Sokole Slavii Praga. Wraz z UDA Praha wywalczył mistrzostwo Czechosłowacji w 1953 roku, a z Sokolem Slavią został wicemistrzem kraju w 1948 roku.

## Kariera reprezentacyjna
W reprezentacji Czechosłowacji Trnka zadebiutował 4 lipca 1948 w przegranym 1:2 Mistrzostw Bałkańskich i Europy Centralnej z Rumunią. W 1954 roku został powołany do kadry na mistrzostwa świata w Szwajcarii. Na tym turnieju zagrał w dwóch meczach: z Urugwajem (0:2) i z Austrią (0:5). Od 1948 do 1955 roku rozegrał w kadrze narodowej 23 spotkania i zdobył w nich 3 bramki.